# Советская контрольная комиссия в Германии
Советская контрольная комиссия в Германии (сокр. СКК; de: Sowjetische Kontrollkommission) — контрольный орган советской военной администрации на территории образованной по окончании Великой Отечественной войны Германской Демократической Республики, существовавший с 10 октября 1949 года по 27 мая 1953 года.

## История

### Создание

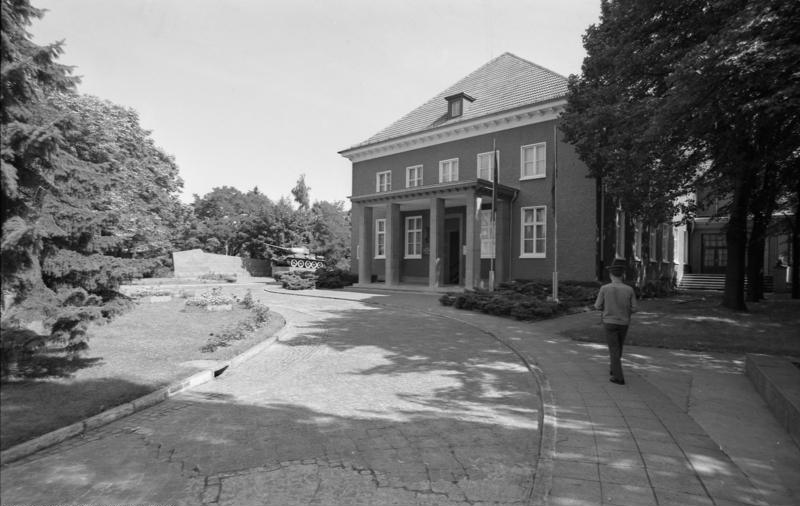
Резиденция Советской контрольной комиссии в Германии в берлинском районе Карлсхорст. Ныне Германо-российский музей «Берлин-Карлсхорст».

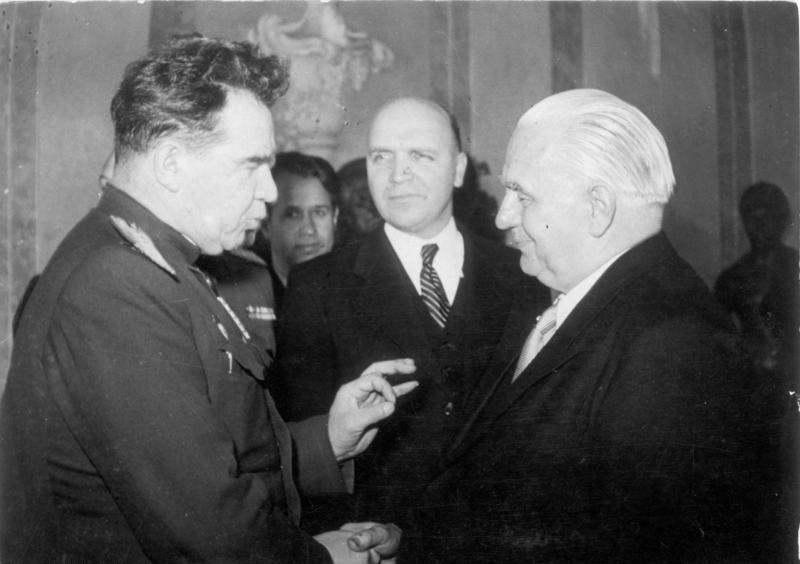
Председатель СКК генерал армии В. И. Чуйков и политический советник СКК В. С. Семёнов (в центре) на 75-летии Президента ГДР Вильгельма Пика, 1951 год.

Советская контрольная комиссия в Германии была создана Решением Совета министров СССР от 10 октября 1949 года, вместо выполнившей свои функции Советской военной администрации в Германии. Председателем Советской контрольной комиссии был назначен генерал армии Василий Иванович Чуйков. Заместитель, политический советник и управляющий делами, начальники управлений и отделов, а также представители СКК в землях Германии и в Берлине утверждались Советом министров СССР, по представлению председателя СКК.

### Функции
Советская контрольная комиссия в Германии осуществляла следующие функции:
- обеспечивала выполнение в восточной зоне Германии установленных соглашениями между союзными державами задач оккупации;
- контролировала осуществление Потсдамских и других совместных соглашений Германии и содействовала дальнейшему развитию ГДР на демократической и мирной основе;
- обеспечивала выполнение германским правительством обязательств по репарационным поставкам и покрытию оккупационных расходов;
- участвовала в работе четырёхсторонних консультативных совещаний;
- представляла доклады советскому правительству о положении в ГДР и Западной Германии.

### Штат
На середину ноября 1949 года штатная численность СКК (в том числе в землях, крупных городах и учреждения) составляла 3831 сотрудник, из них в представительствах работали 1053 человека. Структурные органы СКК были, в основном, такими, как в расформированной СВАГ. Наиболее важными и соответственно наиболее многочисленными были управления репараций (625 человек), отдел транспорта (281 человек), отдел материальных балансов и торговли (180 человек), отдел информации (144 человека) и аппарат политического советника (140 человек).
Кроме пяти земель представительства СКК были в 16 крупных городах Германии.

### Расформирование
27 мая 1953 года, в связи с исполнением возложенных на неё контрольных функций, Советская контрольная комиссия в Германии была расформирована. На этом этапе советские оккупационные органы выполнили свои управленческие функции.
Вместо СКК был создан аппарат Верховного комиссара СССР в Германии во главе Владимиром Семёновичем Семеновым, ранее служившим в должности политического советника СКК. В. С. Семёнов становится также послом СССР в ГДР. Аппарат Верховного комиссара СССР в Германии сыграл решающую роль в подавлении массовых антиправительственных выступлений, которые начались в Берлине и охватили всю территорию ГДР в июне 1953 года (см. Берлинский кризис 1953 года).
Аппарат Верховного комиссара СССР в Германии был расформирован в 1955 году, после подписания 20 сентября договора с Восточной Германией о признании суверенитета ГДР.
В дальнейшем контроль над деятельностью органов власти ГДР осуществлялся посольством СССР и при поддержке постоянного присутствия Группы советских войск в Германии.